# Shanghai Xi Zhan
Shanghai Xi Zhan (chiń. 上海西站) – stacja metra w Szanghaju, na linii 11. Zlokalizowana jest pomiędzy stacjami Zhenru oraz Liziyuan. Została otwarta 31 grudnia 2009.